# Карпенко, Николай Григорьевич
Николай Григорьевич Карпенко (20 апреля 1914, Яр, Екатеринославская губерния — 14 июля 1944, Зборовский район, Тарнопольская область) — гвардии лейтенант Рабоче-крестьянской Красной армии, участник Великой Отечественной войны, Герой Советского Союза (1944).

## Биография
Родился 20 апреля 1914 года в селе Червоный Яр (ныне — Софиевский район Днепропетровской области Украины). Получил неполное среднее образование, после чего работал трактористом в колхозе.
В 1941 году был призван на службу в Рабоче-крестьянскую Красную армию. В 1942 году он окончил курсы младших лейтенантов. С августа того же года — на фронтах Великой Отечественной войны. В 1944 году ускоренным курсом окончил Сталинградское танковое училище. Принимал участие в боях на Западном, Воронежском, Брянском, Центральном и 1-м Украинском фронтах. К апрелю 1944 года гвардии лейтенант Николай Карпенко командовал танком 53-й гвардейской танковой бригады (6-го гвардейского танкового корпуса, 3-й гвардейской танковой армии, 1-го Украинского фронта). Отличился во время освобождения Тернопольской области Украинской ССР.
14 апреля 1944 года в районе села Великий Ходачков Козловского района Тернопольской области экипаж Карпенко в бою уничтожил 4 немецких танка, 3 бронетранспортёра и большое количество солдат и офицеров противника. Несмотря на полученное тяжёлое ранение, Карпенко лично подорвал гранатой последний танк.
Указом Президиума Верховного Совета СССР от 24 мая 1944 года за «образцовое выполнение боевых заданий командования на фронте борьбы с немецкими захватчиками и проявленные при этом мужество и героизм» гвардии лейтенант Николай Карпенко был удостоен высокого звания Героя Советского Союза с вручением ордена Ленина и медали «Золотая Звезда» за номером 2321.
14 июля 1944 года Карпенко погиб в бою в районе села Великий Ходачков Козовского района Тернопольской области. Похоронен в Тернополе.

## Награды
- Медаль «Золотая Звезда» (24 мая 1944);
- Орден Ленина (24 мая 1944);
- Орден Красной Звезды;
- Орден Отечественной войны 1-й степени.

## Память
В честь Карпенко названа улица и установлен бюст в Тернополе.